# 五の池小屋
五の池小屋（ごのいけごや）は、岐阜県下呂市の御嶽山の飛騨頂上直下南にある山小屋。

## 概要
山小屋の正式名称は「御嶽五の池小屋」。御嶽山の小坂口（飛騨側の濁河温泉からの登山道）9合目の摩利支天山と継子岳との鞍部位置する。小屋の前の南側に五ノ池がある。御嶽山の山頂（剣ヶ峰）から北に約1.8km、標高約2,800mの位置にある。小屋周辺は森林限界のハイマツ帯で、高山植物の花畑となっている。

## 歴史

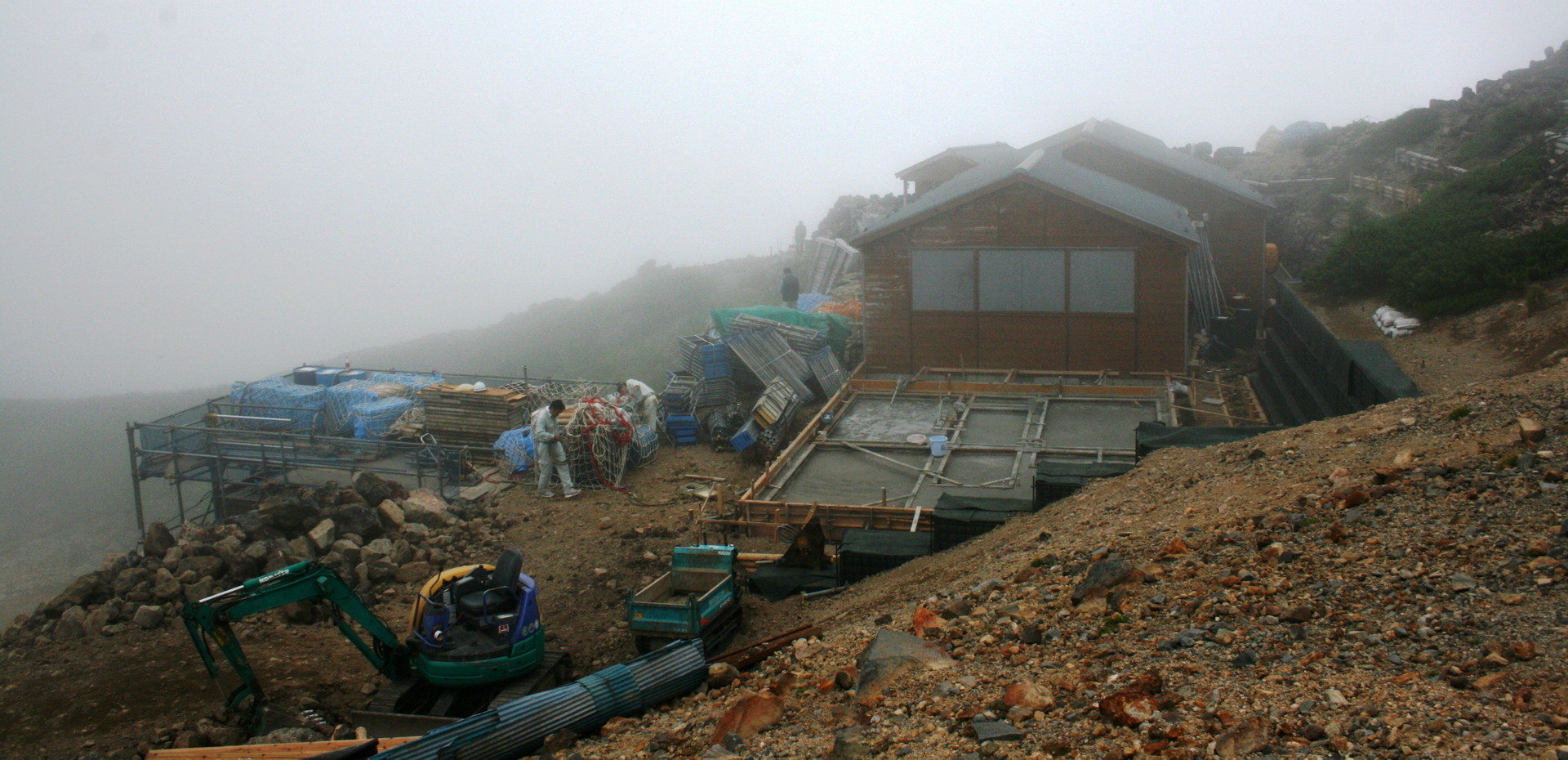
新館工事中の五の池小屋（2010年8月27日）

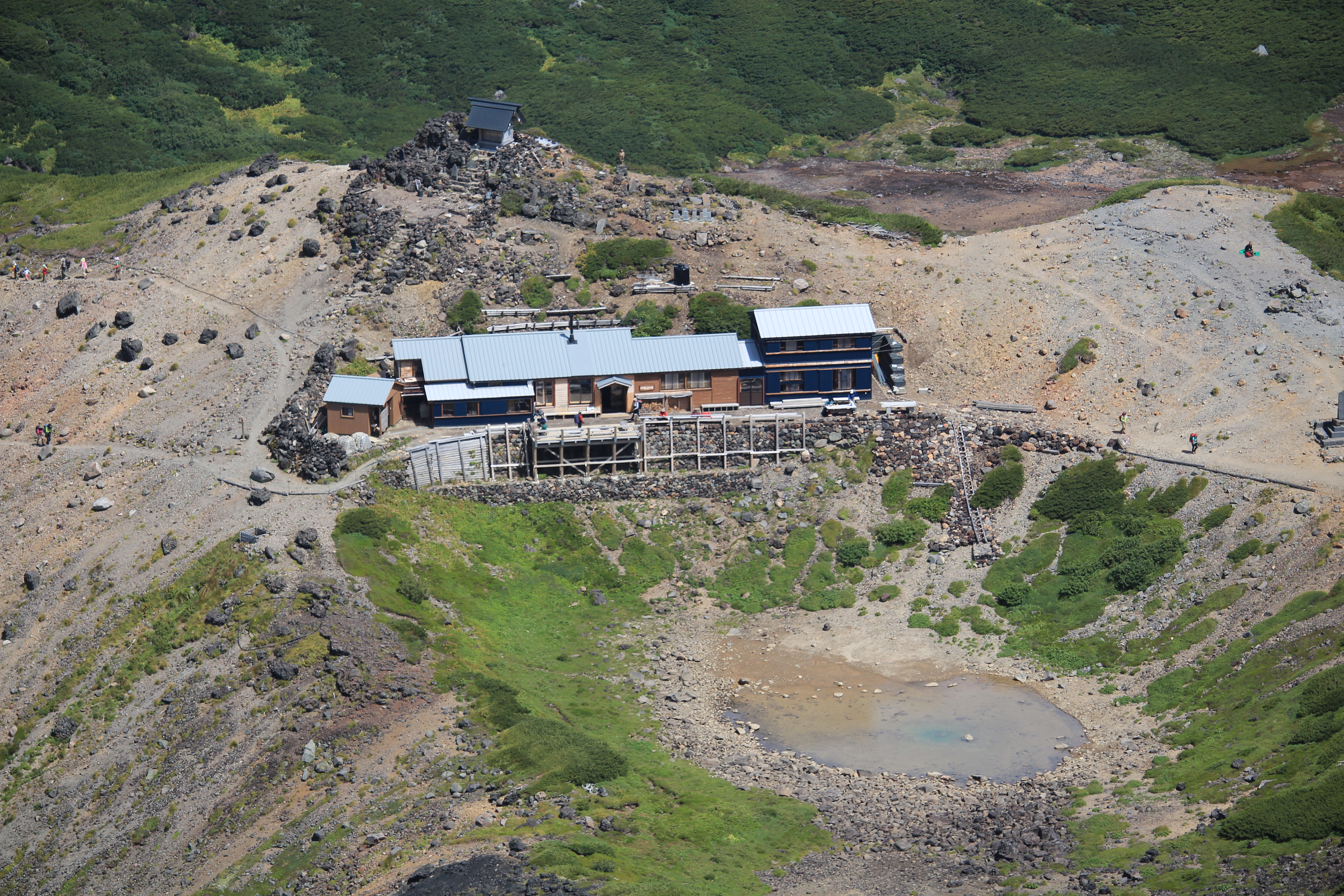
御嶽山の飛騨頂上直下にある新館完成後の五の小屋と五の池（2014年9月6日）

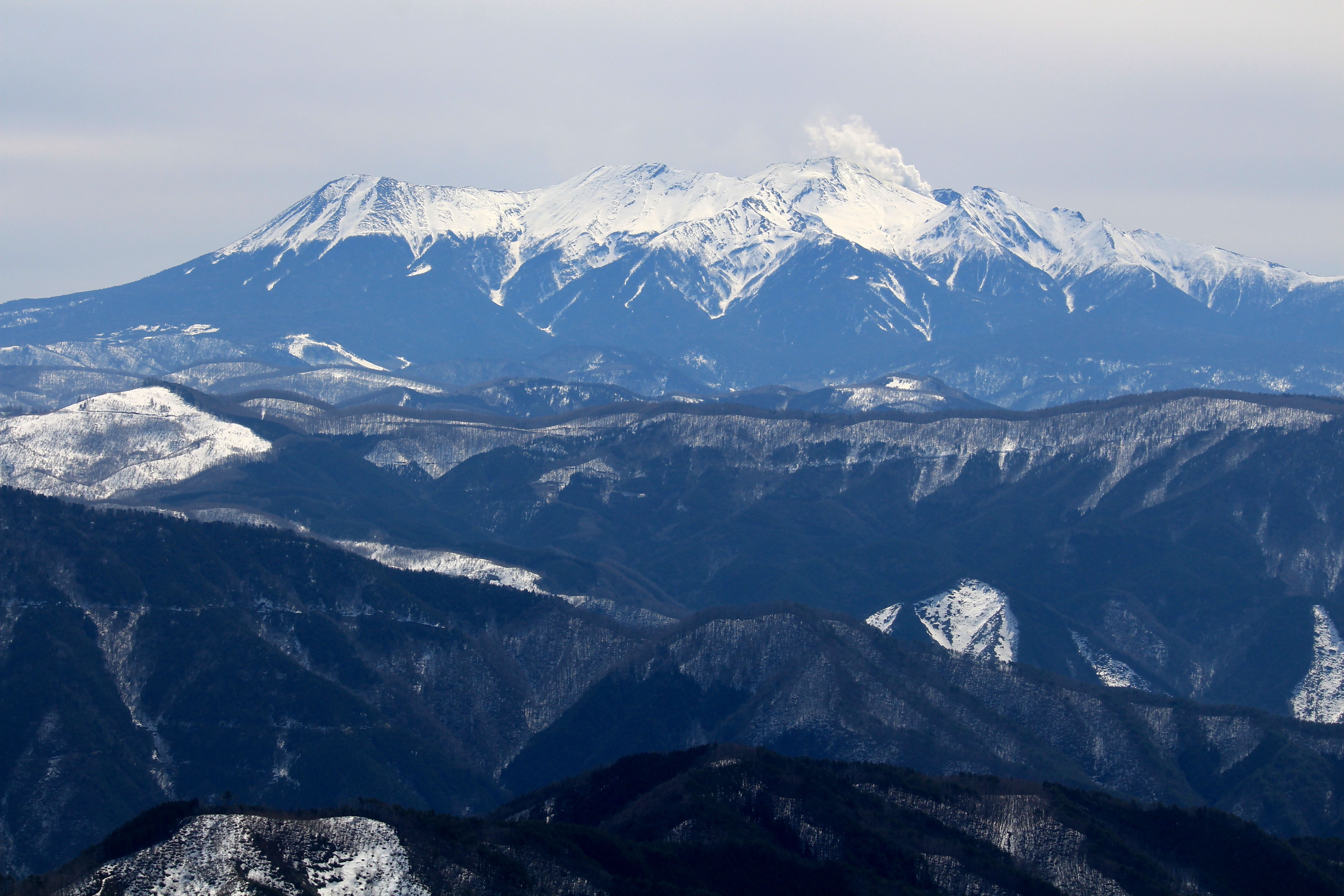
西側の船山から望む御嶽山、山頂部の直下南面の地獄谷から噴煙が上がる（2015年3月28日）

- 明治時代 - 五の池小屋は御嶽信仰の人々によって建てられ、明治時代から多くの登山者に利用されてきた。
- 戦後 - 小屋を譲り受けた水口善松により50年近く管理がなされてきた。水口善松は、登山者の安全確保のため付近の整備をするとともに、コマクサをはじめとする高山植物の保護にも努めてきて、登山者から慕われていた。
- 1997年（平成9年）- 管理者は高齢で病弱になったことにより経営をやめ、小屋を小坂町（合併し下呂市となる）へ寄付をした。
- 2000年（平成12年）- 老朽化していた旧小屋の屋根が台風で飛ばされたのを期に、管理者の小坂町が立て直しを行った。木造平屋建て、100m²。市川典司氏が小屋番として経営、管理を行う
- 2004年（平成16年）3月 - 小坂町が付近の4町村と合併したことに伴い、管理者は下呂市となった。
- 2006年（平成18年）4月 - 指定管理者制度が導入された。
- 2010年（平成22年）
  - 8月21日 - NHK名古屋の総合テレビの「ウイークエンド中部」のテレビ番組で、小屋から生中継が行われ増築中の様子などが紹介された[2]。
  - 東隣に2階建て30m²の新館が増築された。これにより、収容人数が従来の2倍の100人となった。同時に飛騨頂上の神社の祠も新築された[3]。
- 2012年（平成24年）カフェ　ぱんだ屋オープン
- 2014年（平成26年）9月27日の御嶽山の噴火の際に緊急の避難小屋として機能し、付近の子供も含む登山客を屋内避難させ、翌28日には管理人も含む26人が全員無事に下山した[4][5]。27日に気象庁地震火山部により御嶽山に火口周辺警報（噴火警戒レベル3、入山規制）が発表され、入山禁止となり山小屋は営業を休止した[6]。
- 2015年（平成27年）6月26日、噴火警戒レベルが3（入山規制）から2（火口周辺規制）へ引き下げられ、火口から概ね1 kmの範囲に影響を及ぼす噴火の可能性が警告された[7]。これに伴い7月1日に管轄する自治体の下呂市により、登山口の濁河温泉から五の池小屋までの入山規制が解除され山小屋は営業を再開した[8]。岐阜県側は、小屋から上部の火口から2 kmの範囲内の立入規制となった[8]。

## 所在地
- 岐阜県下呂市小坂町落合2376－3[1]

## 小屋のデータ
※2011年2月現在
- 定員 - 収容人数100名
- 営業期間 - 6月1日～10月第2週頃
- 水場 - なし（飲料水は、雪が消えるまでは天水、その後四ノ池の湧き水をポンプアップしている。目前の五ノ池は飲料には適さない）
- キャンプ指定地 - なし

## テレビ番組
- 日経スペシャル カンブリア宮殿 絶景&美味「来たれ！夏山スペシャル」 〜続々！ヤマに新たな客を呼び込む男たち〜（2019年7月18日、テレビ東京[9]